# Mr.No1se
Mr.No1se（ミスターノイズ、生年月日非公表）は、音のモノマネ（音マネ）をする、愛知県出身のタレント。
ボイスパーカッション（ヒューマンビートボックス）を日本で最初に演じた事でも有名。旧芸名は石黒ツトム。

## 芸歴
- 1982年 テレビ東京「全日本そっくり大賞」グランプリ受賞（番組デビュー）
- 1986年 BGBカンパニー（バブルガム・ブラザーズ他）に所属
- 1987年 酒井法子CDブックに録音参加
- 1988年 テレビ東京「バブル&リカコSOUL天国」レギュラー
- 1991年 フジテレビ「発表!日本ものまね大賞」グランプリ受賞
- 1993年 芸名を現在のMr.No1SEに改名（名付け親：作家の木崎徹。No.1のSE/効果音という意味を持たせたネーミング）
- 1993年-1995年 YANAGIYA-Vにボイスパーカッションとして参加。TDKレコードよりシングル2枚、アルバム1枚発売。
- 1994年 毎日放送「ジャングルTV ～タモリの法則～」レギュラー（3か月間）
- 1998年-2000年 Vocal 7th Beatのサポートメンバーとして参加
- 現在はボイスパフォーマーとしてステージを中心に活動。

## CM履歴
声のみの出演CM
- ぺんてる・コロピタ
- Dole・100％ジュース

出演CM
- 東京都
- ツーカー東海

## 最近の放送履歴
- 2004年6月 - NHK教育「夢りんりん丸」
- 2004年11月 - NHK総合「お昼ですよ!ふれあいホール」
- 2005年1月 - NHKラジオ第1「音楽夢倶楽部」
- 2008年2月13日 - フジテレビ「森田一義アワー 笑っていいとも!」
- 2008年5月21日 - テレビ朝日「『ぷっ』すま」
- 2024年10月26日-フジテレビ「爆笑そっくり　ものまね紅白歌合戦」